# Корюкина, Ирина Петровна
Ири́на Петро́вна Корю́кина (21 февраля 1953, Молотов — 7 декабря 2020, Пермь) — российский педиатр, ректор Пермского государственного медицинского университета имени академика Е. А. Вагнера (2005—2020). Доктор медицинских наук (1992), профессор (1993), заслуженный деятель науки Российской Федерации (2003). Депутат Законодательного собрания Пермского края от партии «Единая Россия» первого (2006—2011), второго (2011—2016) и третьего (2016—2020) созывов.

## Биография
Родилась 21 февраля 1953 года в городе Молотов (ныне — Пермь) в семье врачей.
В 1970 году окончила с золотой медалью школу № 22 города Перми с углублённым изучением французского языка и в этом же году поступила в Пермский государственный медицинский институт на лечебный факультет. В институте все годы учёбы была старостой группы, много времени уделяла общественной работе. Получала Ленинскую стипендию, которая назначалась студентам со 2-го курса за отличную учёбу и активную общественную деятельность. На третьем курсе её выбрали в сектор профориентации методического совета института, с 5-го курса стала старостой педиатрического кружка, а на 6-м курсе — старостой всего педиатрического потока, председателем студенческого методсовета ПГМИ.
В 1976 году с отличием окончила лечебный факультет Пермского медицинского института и продолжила обучение в ординатуре по педиатрии, затем — в аспирантуре.
В 1982 году защитила кандидатскую диссертацию по совершенствованию методов ранней диагностики дизентерии у детей.
В 1992 году защитила докторскую диссертацию на тему «Острые стенозы верхних дыхательных путей у детей: клиника, диагностика, лечение, профилактика». Тогда же стала заведующей кафедрой детских болезней, которая позднее была реорганизована и переименована в кафедру педиатрии факультета дополнительного профессионального образования.
В 1993 году присвоено учёное звание "профессор".
С 2002 по 2005 год — проректор по научно-исследовательской работе Пермской государственной медицинской академии. Также с 2002 года являлась заместителем директора по науке Пермского научного центра Российской академии медицинских наук и администрации Пермской области (с 2005 года — Пермского края).
В 2004 году стала заведующей кафедрой педиатрии факультета повышения квалификации и профессиональной переподготовки специалистов. Тогда была проведена реорганизация кафедры, изменились её клинические базы и состав преподавателей.
В 2005 году избрана ректором Пермской государственной медицинской академии имени академика Е. А. Вагнера и занимала этот пост вплоть до своей кончины. Возглавляла Ассоциацию педиатров Пермского края. В 2014 году академии был присвоен статус университета.
Была заместителем председателя диссертационного совета при ГБОУ ВПО «Пермский государственный медицинский университет им. академика Е. А. Вагнера» Минздрава России и главным редактором «Пермского медицинского журнала».
В 2006—2020 годах — депутат Законодательного собрания Пермского края, входила в состав фракции «Единая Россия», на выборах 2011 и 2016 годов возглавляла список партии в региональной группе «Суксунская». Являлась членом комитета по социальной политике.
Умерла 7 декабря 2020 года из-за осложнений, вызванных коронавирусной инфекцией.

## Награды и звания
- Заслуженный деятель науки Российской Федерации (2003)[8];
- Лауреат Строгановской премии 2016 года «за честь и достоинство»[9];
- Почётный гражданин Пермского края (2018)[10].

## Память
- В 2021 году имя И. П. Корюкиной присвоено Городской детской клинической больнице № 3 в Перми[11][12];
- В 2022 году, на стене пермской детской клинической больницы №3, установлена мемориальная доска[13].